# Piattaforma della Casa Giovanile

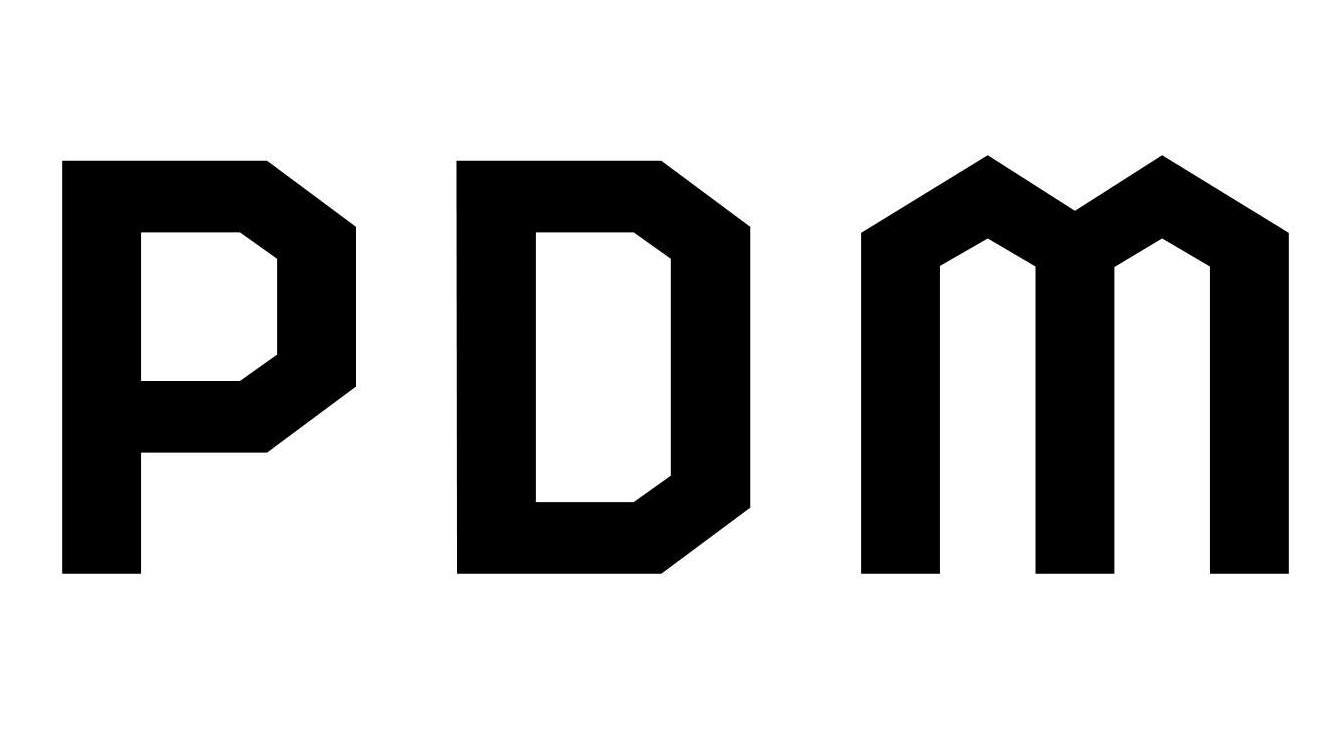
Il logo della Piattaforma della Casa Giovanile

La Piattaforma della Casa Giovanile (Platforma Doma Mladih; PDM) è un'iniziativa senza scopo di lucro, apartitica e partecipativa, che funge da piattaforma di advocacy per le associazioni culturali e giovanili indipendenti presenti nella città di Spalato.
PDM collabora con il Multimedijalni kulturni centar (Centro culturale multimediale), gestore dell'edificio della Casa Giovanile, allo sviluppo di un modello di centro socio-culturale il cui programma prevede diversi progetti artistici, educativi e di ricerca destinati alla comunità, nonché pratiche di ricerca sovversiva e critica.

## Storia
PDM opera dal 2012 attraverso pratiche di advocacy, empowerment, ricerca e attivismo con lo scopo di contribuire allo sviluppo della cultura e dell'arte extra-istituzionali in ambito giovanile. Collabora inoltre con numerose associazioni e istituzioni artistiche attive in questi campi. PDM è stata fondata da 6 organizzazioni e al momento include 16 membri.
Dal 2013 PDM organizza l'evento annuale Platformat, attraverso il quale vengono presentate le possibilità offerte dalla Casa giovanile e dai suoi programmi, con l'intento di aumentarne la visibilità, di ricordare il problema dell'edificio incompiuto e delle infrastrutture inadeguate e di attirare nuove persone e organizzazioni alla Casa Giovanile.
Nel 2013 il progetto uređenja Doma (Home Decor) ha ricevuto lo status di progetto di sviluppo regionale dal Ministero dello sviluppo regionale e fondi UE.
Nel 2014, la cooperazione tra PDM e la città di Spalato ha ricevuto lo status di priorità all'interno del programma della Fondazione nazionale per lo sviluppo della società civile chiamato Prostori (su)djelovanja (Spazi di (cooper)azione), attraverso il quale si è sviluppata l'idea della Casa come centro culturale e sociale ed è stata creata la possibilità di finanziamento attraverso i fondi dell'UE.Tramite il progetto è stata anche prodotta la documentazione necessaria ad ottenere fondi per opere infrastrutturali.
Dal 2015 PDM è registrata come unione delle associazioni.
Dal 2018 al 2020, per una durata di 24 mesi, PDM ha realizzato uno dei più grandi progetti infrastrutturali, promozionali e di advocacy nel campo della cultura nella città di Spalato chiamato Gradimo Dom zajedno (Costruiamo la Casa insieme), con un budget di quasi 2,5 milioni di HRK (85% dell'Unione Europea ) e circa 7.000 partecipanti. Nell'ambito del progetto è stato ristrutturato lo spazio di co-working Razred (Classe) come luogo da dedicare ad attività di confronto ed educative, e a quelle associazioni che non operano nella Casa, ma necessitano di spazi temporanei da adibire a uffici.
Tramite il progetto Gradimo Dom zajedno è stato aperto lo Skateboard club Kolo all'interno della Casa giovanile ed è stato lanciato il portale Cooltura Split come strumento online per gli organizzatori di eventi culturali, in quanto dà loro la possibilità di creare direttamente i contenuti del portale inserendo annunci per gli eventi che organizzano.
Tra il 2021 e il 2022 PDM ha realizzato, in collaborazione con il Centro Culturale Multimediale, il progetto Dan po dan - mladih u kulturi online (Giorno per giorno - i giovani nella cultura online), cofinanziato dall'Unione Europea e dal Ministero della Cultura e dei Media, all'interno del quale sono stati organizzati dei workshop online gratuiti per i giovani nei seguenti ambiti: il concetto di radio comunitaria, le nuove tecnologie per l'animazione, la progettazione di poster e gli elementi e tecniche degli stili di danza.

## Attività di advocacy, sviluppo e coordinamento
PDM basa le proprie attività su un modello di pari opportunità e partecipazione nel processo decisionale relativo a decisioni chiave per quanto riguarda il lavoro della Piattaforma.  Si occupa inoltre di garantire il funzionamento della Casa, di assicurare la partecipazione attraverso la comunicazione, di definire i criteri di azione e di redigere piani di lavoro a lungo termine. Nella politica culturale locale, PDM si concentra sull'allocazione trasparente dei fondi per il lavoro delle organizzazioni culturali, monitorando così gli investimenti dell'autogoverno locale nell'edificio della Casa.
PDM sostiene l'uso responsabile e la co-gestione della Casa al fine di risolvere il problema delle infrastrutture inadeguate per la cultura indipendente a Spalato, seguendo il principio del partenariato pubblico-civile nella cultura. A tal fine, vengono svolte attività riguardanti la visibilità del programma della Piattaforma, la cooperazione con diversi attori e la creazione delle condizioni necessarie alla creazione di un centro socio-culturale come spazio di dialogo, attivismo, cultura e arte. Inoltre, PDM si impegna a coinvolgere i giovani e a insegnare loro come mantenere l'associazione attiva tramite attività di advocacy e la realizzazione di progetti.
I membri della PDM partecipano a programmi e partenariati a livello locale, nazionale e internazionale, danno vita a programmi artistici e culturali a lungo termine e riconosciuti a livello internazionale e sostengono cambiamenti nelle politiche culturali e giovanili locali e nazionali.
Dal 2020, PDM è tra i fondatori della Rete nazionale dei centri sociali e culturali DKC-HR .

## Organizzazioni membri
I membri della Piattaforma del Centro Giovanile includono organizzazioni della società civile nel campo della cultura e dell'arte contemporanea e del settore giovanile:
- Info zona
- Cinema Club
- Radio comunitaria KLFM
- QueerANarchive, collettivo per lo sviluppo, la ricerca e la messa in discussione della cultura queer
- Associazione culturale e artistica
- Maven - 36 dei suoi miracoli
- Piattaforma 9.81 – istituto di ricerca di architettura
- Il collettivo Style Force, associazione per la cultura e il nuovo movimento scenico
- Attivista, associazione giovanile per la promozione dell'attivismo
- Cirkus Kolektiv – associazione per il circo contemporaneo e le pratiche artistiche
- Pričigin
- Skateboard club Kolo
- Tiramola, associazione per la danza contemporanea
- Podzemno društvo (Società undergound)
- Momentum
- Permakultura Dalmacije (Permacultura della Dalmazia)